# Сепфоріс
Сепфоріс (дав.-гр. Σέπφωρις), Циппорі (івр. צִפּוֹרִי), Діокесарея (лат. Diocaesaraea, дав.-гр. Διοκαισάρεια, Саффурія (صفورية‎), Ла-Сефорі (давньофр. La Sephorie, Le Saforie) часів хрестоносців — історична столиця Галілеї, розташована за 6 км на північний захід від Назарета. Нині — археологічна пам'ятка і національний парк в Ізраїлі.

## Історія

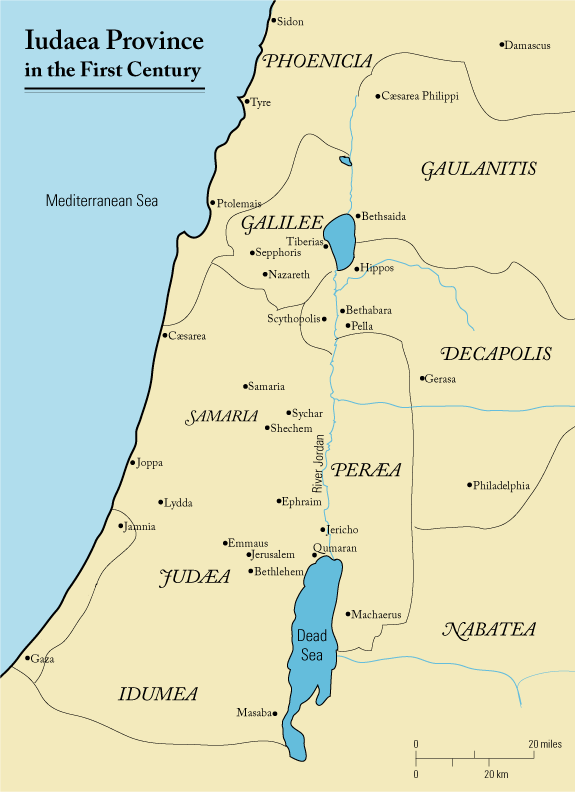
Сепфоріс (Sepphoris) на північний захід від Назарета

Походження назви «Циппорі/Сепфоріс» достеменно не встановлено, хоча існує талмудичне пояснення, засноване на співзвучності, згідно з яким місто називалося так, оскільки «сиділо на вершині, як птах» (івр. צפור — ципор). Сепфоріс вперше згадано як адміністративний центр Галілеї в період царювання Олександра Янная (100 рік до н. е.). Цю ж роль місто виконувало за римського проконсула Габінія. За часів царя Ірода центр однієї з тетрархій. У 4 році до н. е. місто опинилося в центрі повстання Юди Галілеянина і було знищене каральною експедицією Квінтілія Вара. Потім відновлене і перетворене (до заснування Тверії) на резиденцію Ірода Антипи, який обгородив Сепфоріс, названий Йосипом Флавієм «найгарнішим містом всієї галілейської країни», фортечною стіною.
Попри те, що Сепфоріс розташовувався всього за 6 км від Назарета — рідного міста Ісуса Христа — він жодного разу не згадується в Біблії. Вважається, що тесля Йосип і його пасинок Ісус повинні були багаторазово вирушати в це місто на заробітки, брати участь у спорудженні хрестів для страчуваних бунтівників і подальшому відновленні міста.
Під час Першої Юдейської війни Сепфоріс не долучився до повстання, відкривши ворота легіонам Веспасіана, і, як наслідок, не постраждав. На монетах, що карбувалися в цей час, Сепфоріс називається Ейренополісом — «містом світу». При імператорі Адріані місто перейменовано на Діокесарію, а єврейську владу міста замінено адміністраторами-неєвреями, проте, зважаючи на переважання єврейського населення, через кілька десятиліть відновлено єврейську міську раду. На початку III століття, в період, коли Юда га-Насі очолював Великий Синедріон, Сепфоріс став місцем перебування цього органу і центром єврейського духовного життя. Неєврейське населення Сепфоріс у цей час було язичницьким і еллінізованим, про що свідчать багаті мозаїки, збережені у віллі II століття, які зображують Діоніса й Афродіту («Галилейська Мона Ліза»).

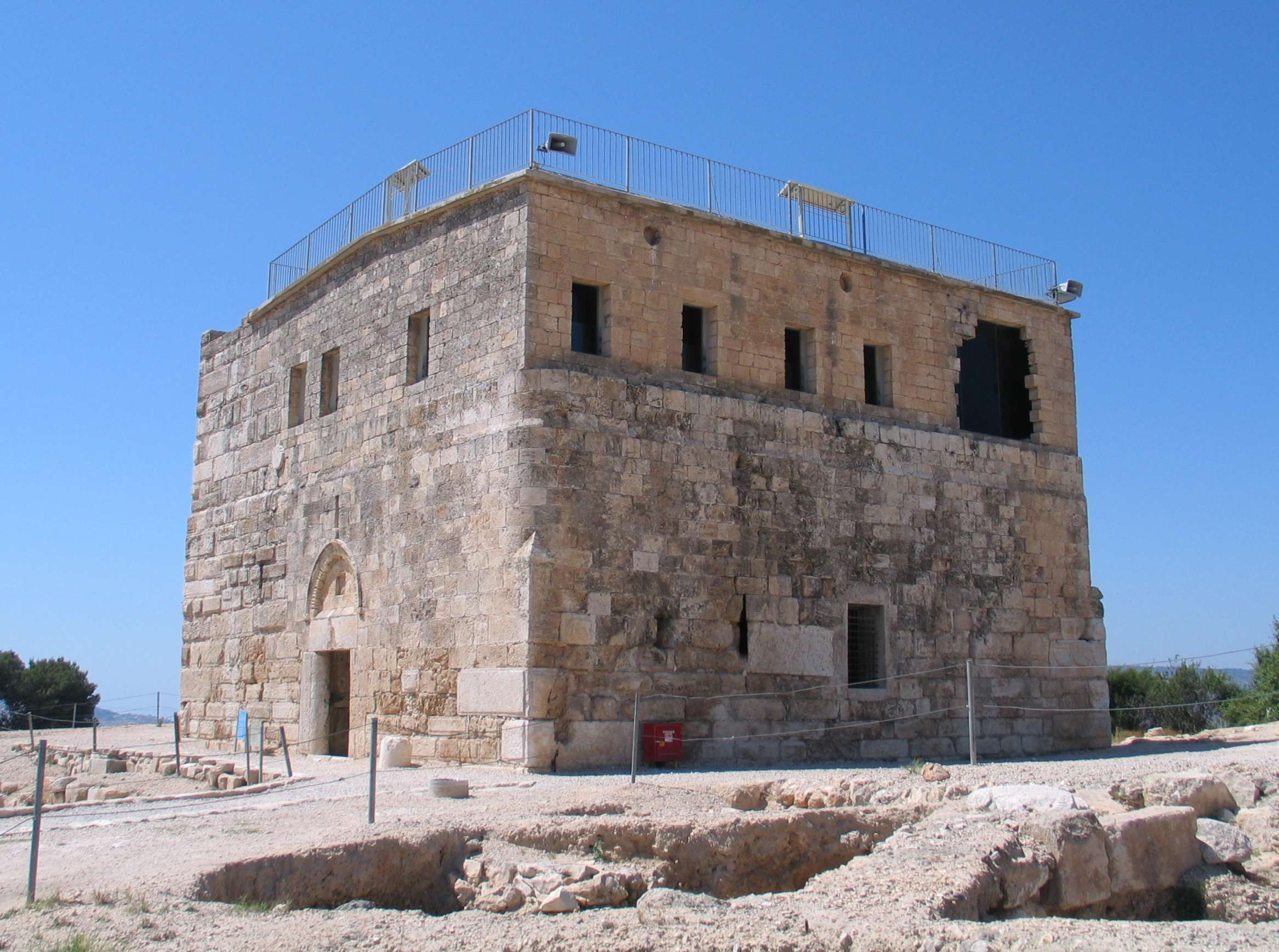
Вежа хрестоносців у Циппорі

В ході повстання проти імператора Констанція Галла 351—352 років у Сепфорісі розташовувалася штаб-квартира керівника повстання, за що жителів міста після придушення заколоту покарали, але місто, мабуть, уціліло, однак 363 році було зруйноване землетрусом. Відбудований Сепфоріс ще кілька століть зберігав під візантійським пануванням функцію єврейського духовного центру і остаточно втратив це значення лише після арабського завоювання в VII столітті. У візантійський період, крім єврейського, росло християнське населення міста, будувалися численні церкви, а християни брали участь у міському самоврядуванні. На певному етапі місто було центром єпархії.
Лист, знайдений у Каїрської генизі, свідчить про те, що й під арабською владою єврейська громада в цих місцях існувала принаймні до X століття. В епоху хрестоносців тут розташовувався гарнізон. На панівній над містом висоті побудовано укріплення, що збереглися донині, і церква, присвячена святим Анні і Йоакиму — батькам діви Марії. У XVIII столітті галілейський шейх Захір аль-Умар відновив укріплення, знову заселив місто і зробив його центром своїх володінь, проте згодом Саффурія, як тепер називався населений пункт, перетворилася на велике село, жителі якого обробляли близько 530 гектарів сільськогосподарських земель, з яких більш ніж половину займали оливкові гаї. У 1948 році в ході арабо-ізраїльської війни Саффурію захопили єврейські сили. Жителів села, населення якого становило 4000 осіб, у січні 1949 року вигнано або розселено в сусідніх населених пунктах, а місце розташування села засаджено соснами. В лютому 1949 року на південний схід від Саффурії засновано ізраїльський мошав Циппорі.

## Археологічні розкопки і національний парк Циппорі
Від 1931 року на території Сепфоріса ведуться археологічні розкопки. В цей період розкопки очолював Лерой Вотермен з Мічиганського університету. Після створення Держави Ізраїль 1975 року експедиція Тель-Авівського університету провела розкопки міського водоводу; розкопки відновлено 1985 року під керівництвом професора Ехуда Нецера і Зєева Вайса з Єврейського університету в Єрусалимі, а також Еріка і Керол Меєрс з університету Дюка (Північна Кароліна). 1992 році Циппорі і околицям загальною площею 16 км² надано статус національного парку.
На західному боці пагорба Циппорі, де в римські і візантійські часи розташовувався акрополь, археологи розкрили житловий квартал, споруди якого датуються елліністичним періодом (кінець II — початок I століття до н. е.). Одно- і двоповерхові будівлі стоять по обидва боки вузької мощеної вулиці. Житлові будинки характеризуються наявністю видовбаних у камені й оштукатурених мікв — це свідчить про те, що квартал заселяли юдеї. Також на західному боці пагорба розкопано багату римську віллу III століття н. е. Багато кімнат двоповерхового будинку, побудованого навколо внутрішнього двору-атрію, криті портики якого спираються на колони, прикрашають мозаїки. Найвідоміші підлогові мозаїки триклінію, що ілюструють міфи про Діоніса й Афродіту, а також язичницькі обряди, присвячені Діонісу.
На північному боці пагорба розкопаний театр римського періоду. Розташовані півколом глядацькі ряди, розраховані на 4500 осіб, частково вирубані прямо в скелі, а ближче до країв спираються на кам'яний фундамент і арки. Театр, діаметр якого становить 74 метри, був серйозно зруйнований вже в античності.
В нижньому місті на схід від акрополя також розкрито значні площі. Археологи виявили добре сплановану мережу вулиць і інсул, заселених вперше в II столітті. Дві мощені центральні вулиці (кардо і декуманус) обрамлені критими тротуарами, вздовж яких розташовані ряди лавок. У візантійський період тротуари були викладені геометричними мозаїчними візерунками. Найбільшим і найбагатшим з виявлених будинків є віднесений до V століття «Будинок Нілу» розмірами 50 на 30 метрів. Підлоги близько 20 кімнат у цій будівлі викладені барвистими мозаїками, найкрасивіша і найкраще збережена з яких зображує сцени свят у рамках культу Нілу, в яких простежується вплив олександрійської культури. Також у нижньому місті розкопано синагогу VI століття. Подовжена будівля синагоги (16 на 6,5 м) розділена колонадою на головний зал і бічний неф. У центрі мозаїчної підлоги зображено зодіакальний круг, у якому крім назв знаків є назви місяців єврейського календаря, в центрі кола Геліос у вигляді сонячного диска, що керує колісницею. На підлозі також зображено біблійні сцени (зокрема Авраама з ангелами і жертвопринесення Ісаака) та атрибути богослужіння в Єрусалимському Храмі.
Крім цього, археологи розкопали систему водопостачання, по якій у місто постачалася вода з околиць Назарета. Система включає велику цистерну для зберігання води довжиною 250 метрів і об'ємом 5000 м³.
Археологічні роботи в Циппорі тривають. Частина об'єктів, де розкопки і реставраційні роботи вже завершено, відкрили для відвідувачів.